# Ганс Мюллер (ватерполіст)
Ганс Мюллер (нід. Hans Muller, 24 січня 1937 — 1 липня 2015) — нідерландський ватерполіст.
Учасник Олімпійських Ігор 1960, 1964 років.